# José Tadeo Mancheño Laso
José Tadeo Mancheño Laso; abogado y político chileno. Nació en Santiago en 1784. Falleció en la misma ciudad en 1871. Hijo de don José Antonio Mancheño y de doña Angelina Laso de la Vega. Estudió Leyes en la Universidad de San Felipe, graduándose de abogado el 29 de octubre de 1810. Casado con Antonia Elizalde, con quien tuvo ocho hijos.

Participó en la guerra de independencia. Fue secretario de Relaciones Exteriores en el gobierno de José Miguel Carrera (1813) y durante la Reconquista Española (1814-1817) fue asesor del Cabildo de Santiago. Secretario de la Corte de Representantes entre 1822 y 1823.
Diputado suplente por Santiago en 1825 y por Curicó en 1827, sin embargo, en ninguna de las dos ocasiones ocupó la titularidad. Fue administrador del Hospital de San Juan de Dios en 1829, ministro de la Corte de Apelaciones y más tarde, de la Corte Suprema de Justicia. Militante pipiolista, se alejó de la política tras la derrota de su sector en la Guerra Civil de 1830. 
En las filas del Partido Liberal, salió electo en 1843 Senador por Aconcagua, cargo que conservó hasta 1861. Posteriormente fue consejero de Estado, falleciendo a muy avanzada edad, en 1871.